# Шабуневка
Шабу́невка (бел. Шабу́неўка) — деревня в составе Боровского сельсовета Дзержинского района Минской области Беларуси. Деревня расположена в 15 километрах от Дзержинска, 55 километрах от Минска и 16 километрах от железнодорожной станции Койданово.

## История
Известна в Великом княжестве Литовском с XVI века. В 1588 году как земля Шабуневка на берегу Перетути, 8 волок земли, в составе имения Станьково Минского повета во владении Радзивиллов. После второго раздела Речи Посполитой (1793 год) в составе Российской империи. В 1800 году в деревне 8 дворов, 30 жителей, владение князя Доминика Радзивилла. В 1870 году — 21 житель мужского пола, владение казны, после конфискации владений Радзивиллов за участие в польском восстании.
Во второй половине XIX— начале XX века Шабуневка была в составе Койдановской волости, принадлежала казне находясь в Полоневичской сельской общине. В 1897 году насчитывалось 6 дворов, проживали 44 жителя. С 9 марта 1918 года в составе провозглашённой Белорусской Народной Республики, однако фактически находилась под контролем германской военной администрации. С 1 января 1919 года в составе Советской Социалистической Республики Белоруссия, а с 27 февраля того же года в составе Литовско-Белорусской ССР, летом 1919 года деревня была занята польскими войсками, после подписания рижского мира — в составе Белорусской ССР. 
В 1917 году в деревне 9 дворов, 65 жителей. С 20 августа 1924 года в составе Полоневичского сельсовета (в 1931—1937 годах — национального польского) Койдановского (с 1932 года — Дзержинского) района Минского округа. С 31 июля 1937 года в составе Минского района, с 4 февраля 1939 года снова в составе Дзержинского района, с 20 февраля 1938 года в составе Минской области. В 1926 году насчитывались 11 дворов, проживали 55 жителей. В начале 30-х годов был организован колхоз.
В Великую Отечественную войну с 28 июня 1941 года по 7 июля 1944 года находилась под немецко-фашистской оккупацией. В апреле 1944 года гитлеровцы сожгли и ограбили деревню, точное количество сожжённых домов и пострадавших неизвестно. С 16 июля 1954 года — деревня, после упразднения Полоневичского сельсовета передана в Боровской сельсовет. В 80-е годы входила в состав колхоза «Маяк» (центр — д. Журавинка). В 1991 году — 6 дворов, 10 жителей. По состоянию на 2009 год в составе ОАО «Маяк-78».

## Население
| Численность населения (по годам) | Численность населения (по годам) | Численность населения (по годам) | Численность населения (по годам) | Численность населения (по годам) | Численность населения (по годам) | Численность населения (по годам) | Численность населения (по годам) |
| 1800                             | 1897                             | 1909                             | 1917                             | 1926                             | 1991                             | 1999                             | 2004                             |
| -------------------------------- | -------------------------------- | -------------------------------- | -------------------------------- | -------------------------------- | -------------------------------- | -------------------------------- | -------------------------------- |
| 30                               | ↗ 44                             | ↗ 52                             | ↗ 65                             | ↘ 55                             | ↘ 10                             | ↘ 7                              | ↘ 5                              |
| 2010                             | 2017                             | 2018                             | 2020                             | 2022                             |                                  |                                  |                                  |
| ↘ 4                              | ↘ 2                              | ↘ 1                              | → 1                              | → 1                              |                                  |                                  |                                  |